# Rikard Normanski
Ovo je članak o engleskom princu. Za vojvode, pogledajte „Rikard I., vojvoda Normandije” i „Rikard II., vojvoda Normandije”.
Rikard (eng. Richard; o. 1054. – 1069./1075.) bio je engleski princ, drugi sin kralja Vilima I. Osvajača i njegove supruge, Matilde Flandrijske te brat Vilima II. Riđeg i Henrika I. Engleskog.
Između 1069. i 1075., Rikard je poginuo tijekom lova. Pokopan je u Winchesterskoj katedrali. Njegov mlađi brat Vilim kasnije je ubijen u istoj šumi kao Rikard.
Rikarda se ponekad naziva vojvodom Bernaya, ali je to pogreška nastala zbog krivog shvaćanja natpisa iz 16. stoljeća na Rikardovoj grobnici, u kojoj je isprva trebao biti pokopan grof Beorn, nećak Knuta Velikog.